# Ivory (luchadora)
Lisa Mary Moretti (26 de noviembre de 1961) es una exluchadora profesional estadounidense. Moretti es conocida por sus apariciones en World Wrestling Entertainment (anteriormente llamada World Wrestling Federation) entre 1999 y 2005 bajo el nombre de Ivory. Moretti comenzó su carrera en la promoción G.L.O.W. (Gorgeous Ladies of Wrestling) a mediados de los 80, donde luchó bajo el nombre de Tina Ferrari. 
Debutó para World Wrestling Federation en 1999 como mánager del equipo conformado por Mark Henry y D'Lo Brown. Moretti también ganó el WWE Women's Championship tres veces y en 2018 Moretti fue anunciada como miembro del WWE Hall of Fame.

## Carrera

### Inicios (1986–1999)
En su juventud, Moretti luchó junto a sus dos hermanos y hermana. Más tarde, mientras asistía a la Universidad del Sur de California (USC), Moretti fue, en sus propias palabras, "arrastrada por un amigo" (más tarde confirmando que fue Nadine Kadmiri) a una audición llevada a cabo por la nueva promoción de lucha libre formada en Las Vegas, Nevada Gorgeous Ladies of Wrestling (GLOW). Ella y Kadmiri tuvieron éxito en su audición y comenzaron a entrenar con Mando Guerrero durante seis semanas, antes de comenzar a luchar en GLOW bajo los nombres de ring  Tina Ferrari y Ashley Cartier respectivamente, también formando un equipo conocido como T & A. Ferrari derrotó a Colonel Ninotchka para ganar el vacante Campeonato de GLOW, representado por una corona. Más tarde luchó para las promociones Powerful Women of Wrestling y Ladies Professional Wrestling Association bajo los nombres de Nina and Tina Moretti, ganando el Campeonato POWW. El 23 de septiembre de 1994 en UWF's Blackjack Brawl Moretti, bajo el nombre Tina Moretti, luchó contra Candi Devine por el vacante Campeonato Mundial Femenino de UWF, siendo derrotada.

### World Wrestling Federation/Entertainment

#### Debut y Campeona Femenina (1999)
En enero de 1999, Moretti regresó a la lucha libre, firmando un contrato con la World Wrestling Federation (WWF). Su primera aparición en la WWF fue acompañando a The Godfather, un personaje "proxeneta" quien era acompañado por varias mujeres apodadas las "hos", hacia el ring. El 8 de febrero de 1999 en un episodio de Raw, Moretti fue introducida como Ivory, el kayfabe interés amoroso de Mark Henry y actuó como el valet face para el equipo de Mark Henry y D'Lo Brown, donde además, atacó a la mánager del equipo de Jeff Jarrett y Owen Hart, Debra. Ivory hizo su debut en el ring de WWF televisado el 15 de febrero en un episodio de Raw, haciendo equipo con Brown para enfrentarse a Jarrett y Debra en un combate intergender de equipos, el cual terminó en no contest luego de que Ivory y Debra comenzaran una catfight y terminara con Debra rompiéndole una guitarra en la espalda a Ivory. Ivory enfrentó a Debra en un combate individual el 1 de marzo en Raw, derrotando a Debra por descalificación después de que fuese atacada por las "Pretty Mean Sisters" (Jacqueline y Terri Runnels). En WrestleMania XV el 28 de marzo, Ivory acompañó a D'Lo Brown y Test en su combate por los Campeonatos en equipo de WWF contra Jarrett y Owen Hart. Jarrett y Hart retuvieron sus campeonatos luego de una interferencia por parte de Jacqueline, Runnels, y Debra. Antes del evento ese mismo día en Heat, Ivory se enfrentó a Jacqueline en un combate, en el cual fue derrotada y después atacada por Jacqueline y Runnels antes de ser salvada por Tori. Tras esto la noche siguiente en Raw, Ivory hizo equipo con Tori para enfrentarse en un combate por equipos contra Jacqueline y la Campeona Femenina de WWF Sable (enemiga de Tori en ese entonces), en el cual salieron victoriosas.
El 14 de junio, Ivory, quien era una luchadora entrenada, ganó el Campeonato Femenino de WWF derrotando a la entonces campeona Debra con ayuda de Nicole Bass. En este punto, Ivory cambió a heel y comenzó un feudo con Tori, con ambas enfrentándose en SummerSlam el 22 de agosto en un combate por el Campeonato Femenino, en el cual Ivory retuvo el título. Ivory continuó su feudo con Tori en las semanas posteriores a SummerSlam, derrotándola en el primer combate hardcore femenino el 6 de septiembre. Ivory fue después retada por Luna Vachon en un combate por el Campeonato, el cual se llevó a cabo el 26 de septiembre en el evento Unforgiven, donde Ivory derrotó a Vachon en otro combate hardcore para retener el título. El 17 de octubre en el evento No Mercy, Ivory se enfrentó a The Fabulous Moolah en un combate por el Campeonato, en el cual fue derrotada y perdió el título luego de una distracción por parte de la amiga de Moolah, Mae Young, y terminando su reinado con 131 días. Sin embargo ocho días después, Ivory derrotó a Moolah en una revancha por el título el 25 de octubre en un episodio de Raw, para ganar su segundo Campeonato Femenino. El 14 de noviembre en el evento Survivor Series, Ivory compitió en un combate eight-woman tag team junto a Luna, Jacqueline y Terri Runnels, siendo derrotadas por el equipo de Debra, Tori, The Fabulous Moolah y Mae Young. Su segundo reinado como Campeona llegó a su fin el 12 de diciembre en el evento Armageddon luego de perder el título ante Miss Kitty, en un combate dentro de una piscina four corners evening gown (un combate en el cual un luchador gana despojando a sus oponentes de su vestido y con la estipulación de hacerlo en una piscina), terminando su reinado con 48 días.

#### Right to Censor (2000–2001)
A finales de 1999, Ivory comenzó a personificar un personaje conservador. El 23 de enero de 2000 en el evento Royal Rumble, a regañadientes formó parte del concurso de bikinis "Miss Royal Rumble", el cual fue ganado por Mae Young. She challenged Jacqueline for the WWF Women's Championship on March 9, but she was unsuccessful. After an absence, Ivory returned to WWF television in October 2000 as a member of a villainous alliance of conservative wrestlers known as Right to Censor. The change in character saw her don less suggestive ring attire and more conservative hairstyles. Ivory quickly began a rivalry with Women's Champion Lita, winning the Women's Championship for the third time by defeating Lita, Jacqueline, and Trish Stratus in a Fatal Four-Way match. She retained the title against Lita at the Survivor Series on November 19, with the assistance of Right to Censor leader Steven Richards, in a match that SLAM! Wrestling claimed "illustrated to what heights women's wrestling is capable of reaching in North America if the right talent is permitted to strut their stuff in a wrestling ring and not a pit full of jello." Ivory also retained her title in a Triple Threat match against Stratus and Molly Holly at Armageddon on December 10.
Ivory and the Right to Censor began feuding with Chyna after the latter posed for Playboy in late 2000. On the December 7 episode of Raw, Ivory and Val Venis delivered a double-team piledriver to Chyna which, in storyline, injured her neck. Chyna challenged Ivory for the Women's Championship at the Royal Rumble on January 21, 2001. Ivory retained her title when she pinned Chyna, who had appeared to re-aggravate her neck injury. Chyna challenged Ivory for the title once more at WrestleMania X-Seven on April 1 and defeated Ivory in a brief match, ending Ivory's third reign as Women's Champion. The Right to Censor stable was finally disbanded on April 26, 2001.

#### 2002-2005
A principios de 2002, Moretti se desempeñó como entrenadora en la segunda temporada de WWE Tough Enough. Después la World Wrestling Federation pasó a llamarse "World Wrestling Entertainment" y la lista se dividió en dos "marcas" Raw y SmackDown!, Moretti fue traspasada a SmackDown! mediante el WWE Draft, ahí empezaría una pequeña rivalidad con las co-ganadoras de Tough Enough (Linda Miles y Jackie Gayda), esta rivalidad culminó con la victoria de Ivory sobre Miles en WWE Velocity, esto después de que Lida fuera traicionada por Gayda, esto las llevaría a una lucha por parejas donde Ivory y Jackie saldrían derrotadas por Trish Stratus y Linda. Más tarde Ivory como otros talentos de SmackDown fue traspasada a Raw durante el "intercambio", ella fue intercambiada por  The Big Show, al llegar a la marca roja formó una alianza con Victoria para enfrentar a Stratus.
A lo largo de 2003 Moretti luchó esporádicamente en la división de las mujeres donde logró derrotar en 3 ocasiones a Jazz, quien era la actual campeona, sin embargo nunca recibió una oportunidad titular. Su único PPV fue el 14 de diciembre en Armageddon, donde salió derrotada por Molly Holly en una lucha por el Campeonato Femenino. También se desempeñó como entrenador en la tercera temporada del  WWE Tough Enough. Moretti también pasó ocho semanas de trabajo como entrenador en el territorio de desarrollo de WWE Ohio Valley Wrestling. En mayo de ese año, ella y Todd Grisham comenzó a conducir WWE Experience, un programa de televisión semanal que hizo una recapitulación de Raw y SmackDown!. El 22 de julio de 2005, a las pocas semanas antes de que el programa fuera cancelado, WWE anunció que Moretti no renovaría contrato con la empresa.

#### 2018

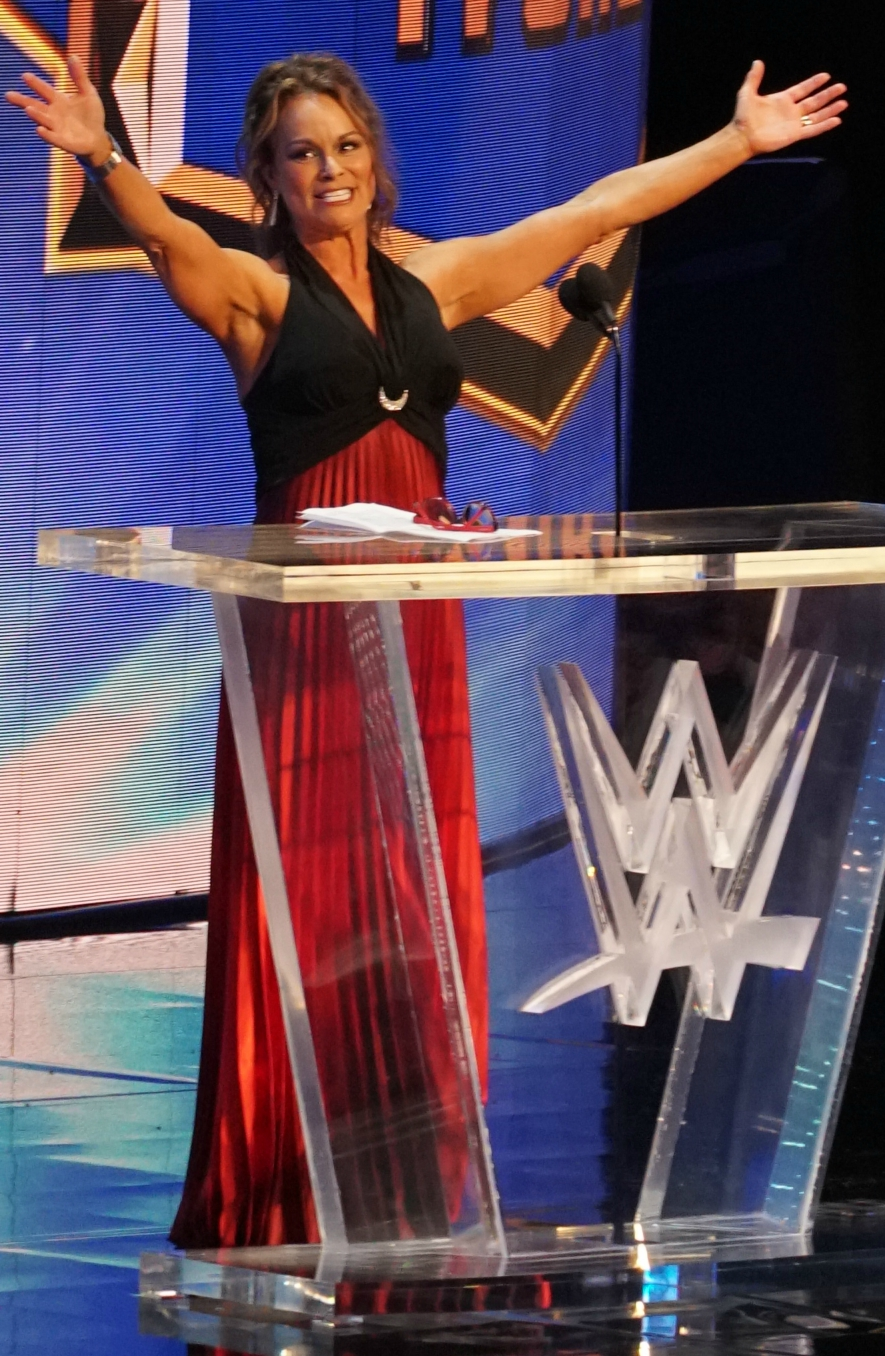
Ivory durante su inducción en el Salón de la fama de WWE en abril de 2018.

El 12 de febrero de 2018, Ivory fue anunciada para formar parte del WWE Hall of Fame: Clase 2018. El 6 de abril fue induccida al Hall Of Fame por Molly Holly. Al día siguiente, hizo una aparición en WrestleMania 34 junto a los demás miembros del Hall Of Fame de 2018. 
El 28 de octubre en Evolution participó en un battle royal, pero no logró ganar el ser eliminada por Asuka.

#### 2022
El 29 de enero de 2022 en Royal Rumble participó en el Women's Royal Rumble Match entrando como número #18, pero fue eliminada por Rhea Ripley. 

### Circuito independiente (2005-2006)
Moreno comenzó a luchar de forma esporádica en el circuito independiente bajo su propio nombre. El 19 de noviembre de 2005 en el Spartanburg, Carolina del Sur en "Homenaje a Starrcade", ella se unió a Bambi para derrotar a Team Blondage (Krissy Vaine y Amber O'Neil) para la Convención Tag Team Championship. El 21 de abril de 2006 en Surrey, Columbia Británica, Moretti derrotó a Rebecca Knox de Elite Canadian Championship Wrestling (ECCW)'s Campeonato de SuperGirls. Ella también retuvo exitosamente su título en un partido de la noche siguiente. Después, ella decidió quedarse con ECCW para ayudar a crear una división fuerte de mujeres. Ella conservó el título durante aproximadamente cinco meses antes de perderlo ante Nattie Neidhart el 8 de octubre de 2006.
El 5 de marzo de 2011, Moretti apareció en el evento del cuarto aniversario de Women Superstars Uncensored (WSU), donde fue incluida al Salón de la Fama de WSU. En ese evento también interfirió en el combate entre Rick Cataldo y Sassy Stephie, a favor de esta última.

## En lucha
- Movimientos finales
  - Como Lisa Moretti
    - Moretti Driver (Samoan driver)

  - Como Ivory

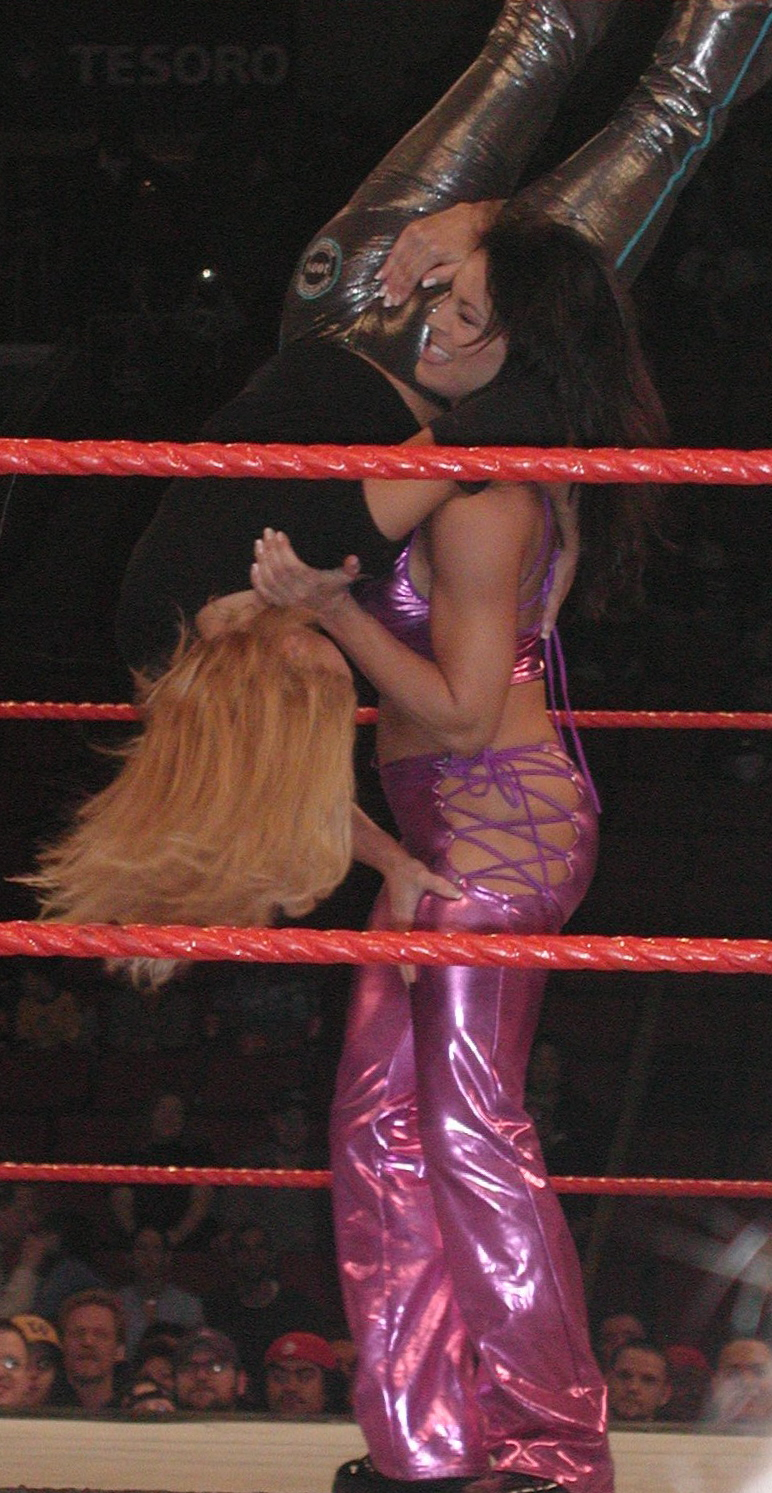
Ivory aplicando un scoop slam a Trish Stratus en 2003.

    - Poison Ivory (Sitout o Kneeling facebuster)
    - Samoan driver
- Movimientos de firma
  - Flapjack
  - Gutwrench suplex[35]
  - Giant swing[36]
  - Handstand  headscissors takedown[36]
  - Knife edge chop[35]
  - Múltiples pin variaciones 
    - Jackknife[35]
    - Roll-up
    - Straddle package

  - Pendulum backbreaker[35]
  - Running hair pull facebuster[35]
  - Running bulldog
  - Snap suplex
- Temas de entrada
  - "The Right Stuff" por Vanessa L. Williams (AWA)
  - "You Give Love a Bad Name" por Bon Jovi (UWF)
  - "Precious" por Jim Johnston (WWE)
  - "Made of Ivory" por Jim Johnston (WWE)
  - "Censorship" por Jim Johnston (WWE; utilizada como miembro de The Right to Censor)
  - "Hot Drop" por Daniel Holter y Eliot Pulse (WWE)
  - "I'm Feelin' Good" (Instrumental) por David Hilker y John Costello (WWE)[37]
- Entrance themes
  - "Precious" by Jim Johnston (WWF; 1999)
  - "Made of Ivory" by Jim Johnston (WWF; 1999-2000)
  - "Censorship" by Jim Johnston (WWF; 2000-2001; used while teaming with Right to Censor)
  - "Hot Drop" by Daniel Holter and Eliot Pulse (WWF/WWE; 2001-2003)
  - "I'm Feelin' Good" (WWE; 2003-presente)

## Campeonatos y logros
- Carolina Championship Wrestling

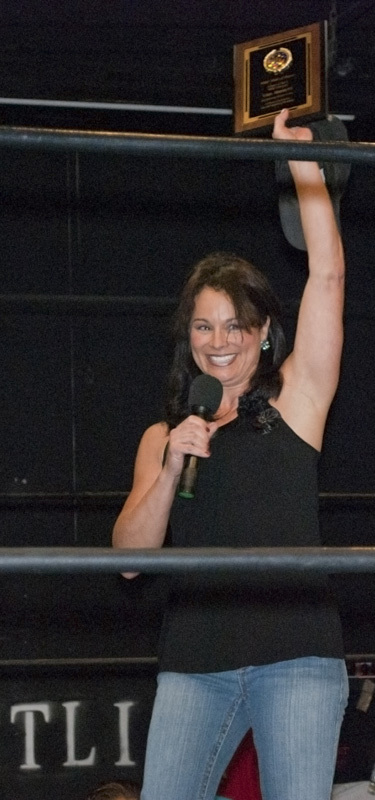
Ivory durante su inducción en el Salón de la fama de la WSU en marzo de 2011.

  - CCW Women's Tag Team Championship (1 vez) – con Selina Majors
- Gorgeous Ladies of Wrestling
  - GLOW Championship (1 vez)
  - GLOW Tag Team Championship (1 vez) – con Ashley Cartier
- Ladies Sports Club
  - LSC Championship (1 vez)[38]
- Pro Wrestling This Week
  - Luchadora de la semana (13–19 de marzo de 1988)[39]
- Powerful Women of Wrestling
  - POWW Championship (2 veces)
- SuperGirls Wrestling
  - SuperGirls Championship (1 vez)[40]
- Women Superstars Uncensored
  - WSU Hall of Fame (2011)
- WWF/WWE
  - WWF Women's Championship (3 veces)[41]
  - WWE Hall of Fame: Clase 2018